# Orimarga (Orimarga) basalis
Orimarga (Orimarga) basalis is een tweevleugelige uit de familie steltmuggen (Limoniidae). De soort komt voor in het Palearctisch en Oriëntaals gebied.